# Burgstall Eulenburg (Grafengehaig)
Der Burgstall Eulenburg ist eine abgegangene Spornburg bei 626 m ü. NHN auf dem Gebiet des Marktes Grafengehaig im oberfränkischen Landkreis Kulmbach in Bayern.
Der frei zugängliche Burgstall liegt zwischen dem südlichen Ortsausgang von Grafengehaig und der Hohenreuther Siedlung. Er befindet sich auf dem gleichnamigen Berg Eulenburg im Naturpark Frankenwald auf einem in drei Richtungen steil abfallenden Bergsporn.

## Geschichte
Die Burganlage wurde vermutlich um das Jahr 1100 von den Grafen von Henneberg erbaut. Massive Bruchsteinschüttungen am Hang des gesamten nach drei Seiten steil abfallenden Bergspornes lassen auf eine größere Burganlage schließen.
Um das Jahr 1100 wurde auch die Burg Nordeck am Eingang des Steinachtales von den Grafen von Henneberg erbaut. Weiter aufwärts im Steinachtal befand sich die Burg Wildenstein, die vor dem Jahr 1318 erbaut worden sein muss, dies belegen Keramikfunde aus dem Erdreich des Burgstalles.
Da das Steinachtal eine wichtige Handelsroute war, in der sich zudem mehrere Erzschmelzen (Hochofen), Erzabbaugebiete, der Waffenhammer sowie im Rehbachtal der Guttenberger Hammer befanden, kann davon ausgegangen werden, dass die Burgen Nordeck, Wildenstein, Eulenburg zur Verteidigung und Sicherung dieser wichtigen Handelsstraße errichtet wurden. Von der Eulenburg bestand ein direkter Sichtkontakt zur Burg Wildenstein sowie zum Eisenberg. Auch konnte von ihr aus das gesamte Steinachtal überblickt werden.
1318 wurde auf der „Ewelburg“ Nikolaus von der Grün als Burghutlehe genannt. 1371 entbrannte ein Streit zwischen der Wildensteiner Herrschaft und Bischof Ludwig von Bamberg um die „Ewelburg zu Graffengehawg“, so wurde der Ewelstein mit der Burg „freigegeben“ (verkauft). Dabei wurde auch das Adelsgeschlecht „Waldenrode“ erwähnt. Der Streit gipfelte 1372 in einer heftigen Fehde, wobei die Wildensteiner sich als die Schwächeren erwiesen. So mussten sie 1372 auch die Burg Wildenstein an die Bamberger verpfänden. 1434 saßen die Herren von Wildenstein als Mannlehen des Bischofs von Bamberg wieder auf der „Eweilburg zu Grafengehawge“. 1438 wurde die Burg vermutlich im Kleinkrieg der Waldenfelser gegen den Bischof von Bamberg zerstört.
Die Burg wurde aufgegeben und an gleicher Stelle ein Wart- oder Signalturm errichtet. Dieser ist noch auf einer Landkarte aus dem Jahr 1851 mit einer befestigten Anlage verzeichnet. Da die Burganlage aufgegeben wurde, wurde um 1448 die Wehrkirche Zum Heiligen Geist als Massivbauwerk in Grafengehaig errichtet, um 1455 wurde diese mit Wehranlagen umbaut.
Mündlicher Überlieferung zufolge war die Eulenburg bis etwa 1900 Ruine und wurde bis auf unterirdische Gänge im Berg abgetragen.